# Michel Cusson
 (juillet 2025).
Si vous disposez d'ouvrages ou d'articles de référence ou si vous connaissez des sites web de qualité traitant du thème abordé ici, merci de compléter l'article en donnant les références utiles à sa vérifiabilité et en les liant à la section « Notes et références ».
Michel Cusson (né le 22 janvier 1957 à Drummondville, Québec) est un compositeur et musicien québécois. Avant de composer régulièrement de la musique de films, il était membre du groupe de jazz UZEB avec Alain Caron et Paul Brochu, une formation qui s'est mérité plusieurs Prix Félix. En 1993, il a formé le groupe Wild Unit qui produit deux albums, Michel Cusson & Wild Unit en 1992 et la suite Michel Cusson & Wild Unit 2 en 1994. Le saxophoniste Michael Brecker fut invité au saxophone ténor sur deux pièces du second album.

## Biographie
Compositeur, guitariste et musicien touche-à-tout, Michel a taillé sa place parmi les grands du cinéma québécois et se consacre désormais à sa plus grande histoire d’amour : la composition de trames musicales. Les compositions de Michel Cusson pour le cinéma attestent de sa passion pour les musiques de tous les genres. Elles ont élevé la barre des normes de l’industrie au Québec, faisant rapidement de lui l’un des compositeurs les plus en demande au Canada.
Michel a composé la musique d’une imposante quantité d’œuvres cinématographiques. Parmi les films, citons Aurore de Luc Dionne, Dans une galaxie près de chez vous de Claude Desrosiers, Monica la mitraille de Pierre Houle, Séraphin : Un homme et son péché de Charles Binamé, Maurice Richard de Charles Binamé, Le Collectionneur de Jean Beaudin. Pour les documentaires, citons Volcanoes of the Deep Sea (IMAX) et Fighter Pilot: Operation Red Flag de Stephen Low. Il a également participé à plusieurs projets, dont My First Wedding au Royaume-Uni, Père et Fils de Michel Boujenah en France et Metallic Blues de Danny Verete en Israël.
Il a plusieurs méga-spectacles à son actif, dont Cavalia et Les Légendes Fantastiques de Normand Latourelle, et tout récemment, celui de Shanghai (ERA : Intersection of Time d’Érick Villeneuve)
En 1997, il a participé aux spectacles de la tournée G3 de Montréal et Québec aux côtés des guitaristes virtuoses Joe Satriani et Steve Vai.
En 2009, allié aux voix de Luck Mervil et Térez Montcalm, il mène un collectif appelé Cafe Elektric. Les compositions sont présentées en avant première aux FrancoFolies de Montréal, l'album est sorti en novembre 2009. Son dernier album, tout bonnement intitulé Solo, est sorti en 2016.

## Distinctions
- 2006 -  Chevalier de l'ordre de la Pléiade[1]
- 2020 -  Membre de l'Ordre du Canada[2]
- 2020 - Officier de l'Ordre de Drummondville[3],[4]

## Discographie (après UZEB)
- 1992 : Michel Cusson & Wild Unit
- 1994 : Michel Cusson & Wild Unit 2
- 2000 : Camino
- 2007 : Cavalia
- 2009 : Cafe Elektric
- 2016 : Solo[5]

## Filmographie
- 1992 : L'Automne sauvage
- 1996 : Omertà ("Omerta, la loi du silence") (série télévisée)
- 1997 : Omertà II - La loi du silence ("Omertà II - La loi du silence") (feuilleton TV)
- 1998 : La Comtesse de Bâton Rouge
- 1999 : Omertà, le dernier des hommes d'honneur (série télévisée)
- 1999 : Wolves
- 2000 : Tag (série télévisée)
- 2000 : Haute surveillance (série télévisée)
- 2000 : Dr Lucille - La remarquable histoire de Lucille Teasdale (Dr. Lucille) (TV)
- 2001 : Le Phare de la peur
- 2001 : University (série télé)
- 2002 : Le Dernier Chapitre (feuilleton télé)
- 2002 : Le Collectionneur
- 2002 : Le Dernier Chapitre : La Suite (feuilleton télé)
- 2002 : Bunker, le cirque (série télé)
- 2002 : Napoléon (série télé)
- 2002 : Séraphin : Un homme et son péché
- 2003 : Père et Fils
- 2003 : Volcanoes of the Deep Sea
- 2004 : My First Wedding
- 2004 : Dans une galaxie près de chez vous (film)
- 2004 : Monica la mitraille
- 2004 : Metallic Blues
- 2005 : Fighter Pilot: Operation Red Flag
- 2005 : 11 Somerset (série télé)
- 2005 : Aurore
- 2005 : Hunt for Justice (téléfilm)
- 2005 : Maurice Richard
- 2005 : Les Voleurs d'enfance
- 2006 : René Lévesque
- 2012 : Omertà (film, 2012)
- 2022 : Tempête de Christian Duguay